# Крымский, Иван Степанович
Иван Степанович Крымский (укр. Іван Степанович Кримський, позывной — Крым; 10 февраля 1993, Яворов — 20 мая 2022, Богородичное) — украинский военнослужащий, старший лейтенант, участник российско-украинской войны. Герой Украины (2024, посмертно).

## Биография
Иван Крымский родился в селе Яворов Косовского района Ивано-Франковской области. В феврале 2017 года был младшим сержантом и курсантом Одесской военной академии. Он командовал 3-й отдельной десантно-штурмовой ротой 90-го отдельного аэромобильного батальона имени старшего лейтенанта Героя Украины Ивана Зубкова. Погиб 20 мая 2022 года в боях у села Богородичное Донецкой области. Похоронен в городе Косов.

## Награды
- Звание «Герой Украины» с удостоением ордена «Золотая Звезда» (24 февраля 2024, посмертно) — за личное мужество и героизм, проявленные в защите государственного суверенитета и территориальной целостности Украины, верность военной присяге[2].
- Орден Богдана Хмельницкого III степени (12 июля 2022, посмертно) — за личное мужество и высокий профессионализм, проявленные в защите государственного суверенитета и территориальной целостности Украины, верность военной присяге[3].
- Орден «За мужество» III степени (2 августа 2014) — за личное мужество и самоотверженные действия, проявленные в защите государственного суверенитета и территориальной целостности Украины, верность военной присяге[4].